# С'Абулеу (Каљари)
С'Абулеу је насеље у Италији у округу Каљари, региону Сардинија.
Према процени из 2011. у насељу је живело 28 становника. Насеље се налази на надморској висини од 28 м.